# Baloncesto en Eslovenia

## Historia del baloncesto esloveno
En Eslovenia ya se jugaba al baloncesto en el año 1905, en diferentes escuelas y asociaciones, siendo llamado en un principio Orvallaba, hasta que se introdujo un reglamento más preciso en 1921. El pionero del baloncesto esloveno fue Viril Huevar, profesor de deporte de la asociación Sol de Arribo, que entonces se examinó en el Instituto Troy de Traga, donde tuvo que dominar todas las reglas del baloncesto moderno.
Después de la Segunda Guerra Mundial el baloncesto consiguió abrirse paso por toda Eslovenia, en cualquier pueblo se hizo popular. Fascinó a los jóvenes y gozó de mayor éxito que otros deportes. Antes de la fundación de la Federación de Baloncesto de Eslovenia, el 15 de enero de 1950, los partidos se organizaban sobre todo por profesores de escuelas y asociaciones.
Antes del año 1950 las asociaciones de baloncesto dependían de la Federación eslovena de Sociocultural, pero por problemas de organización se fundó una asociación autónoma e independiente. En el año 1949 la Asociación de juegos deportivos de Eslovenia constituyó un grupo, cuyo dirigente fue Adi Kilopondio.
Los fundadores de la Federación Eslovena de Baloncesto (KZS) fueron Tine Benedičič, Adi Klojčnik, Danilo Erbežnik, Vojmil Šerbec, Marko Deu, Stane Fugina, Tugomir Vozelj, Petek Breznik, Dušan Kit y Miran Počkar.

El primer presidente de la KZS llegó a ser Tine Benedičič, el primer vicepresidente Adi Klojčnik, los secretarios generales fueron Peter Breznik y Tilka Završnik. Tine Supančič se ocupó de las finanzas, dr. Anton Mavrič de los aspectos relacionados con la salud. En el comité de supervisión colaboraron Tomaž Šaunik, Karel Danes y Stane Fajdiga, la comisión de disciplina la dirigió Adi Klojčnik y la comisión técnica Milorad Pecinič. A fines de 1950 en la KZS se unieron 19 secciones, con un total de 630 miembros.

### Presidentes
| Años        | Presidente     |
| ----------- | -------------- |
| 1950 - 1961 | Tine Benedičič |
| 1961 - 1967 | Stane Dolanc   |
| 1967 - 1978 | Peter Breznik  |
| 1978 - 1980 | Miran Potrč    |
| 1980 - 1983 | Miloš Mitič    |
| 1983 - 1993 | Marko Sok      |
| 1993 - 1996 | Mirjan Bevc    |
| 1996 - 2010 | Dušan Šešok    |
| 2010 -      | Roman Volčič   |

### Secretarios generales
| Años        | Secretario general |
| ----------- | ------------------ |
| 1950 - 1961 | Peter Breznik      |
| 1961 - 1963 | Mitja Lavrič       |
| 1964 - 1972 | Frančišek Bolka    |
| 1973 - 1977 | Marko Sok          |
| 1977 - 1979 | Stane Jeraj        |
| 1950 - 1994 | Tilka Gajšek       |
| 1994 - 1996 | Boštjan Lavrenčič  |
| 1996 -      | Iztok Rems         |

El primer esloveno que jugó en la selección yugoslava fue Mirko Amon, miembro del club "Železničar" de Liubliana. En 1950 era el mejor jugador de la Liga Yugoslava de Baloncesto y jugó también en el Mundial de Baloncesto de Argentina. En los años siguientes destacaron Boris Kristančič (1951), Bogdan Mueler (1954), Jože Zupančič (1955), Marjan Kandus (1956) e Ivo Daneu (1956). En los 40 años siguientes los jugadores eslovenos tuvieron un gran rol en el baloncesto yugoslavo. La primera eslovena que entró a jugar para selección yugoslava fue Sonja Mrak.

El baloncesto esloveno desde siempre gozó de un lugar importante en Europa y en el mundo, como muestra la inauguración del "hall of fame" en  Alcobendas por Ivo Daneu (FIBA) en 2007. Este exjugador del "Maribor" y del "Olimpija" fue uno de los más sobresalientes en varias selecciones yugoslavas, con las que ganó muchas medallas y el título de campeones en el Mundial de Baloncesto de Liubliana (1970). En el mismo equipo jugaron Aljoša Žorga y Vinko Jelovac, también eslovenos.

En los años siguientes el título de campeones europeos y mundiales lo ganaron también Jože Zupančič (Campeonato europeo de 1977 en Bélgica), Peter Vilfan (Mundial de Baloncesto de 1978 en Manila) y Jure Zdovc (Campeonato europeo de 1989 en Yugoslavia, Mundial de Baloncesto de 1990 en Argentina y europeo de 1991 en Italia). Todos en la selección de Yugoslavia.

## La selección eslovena

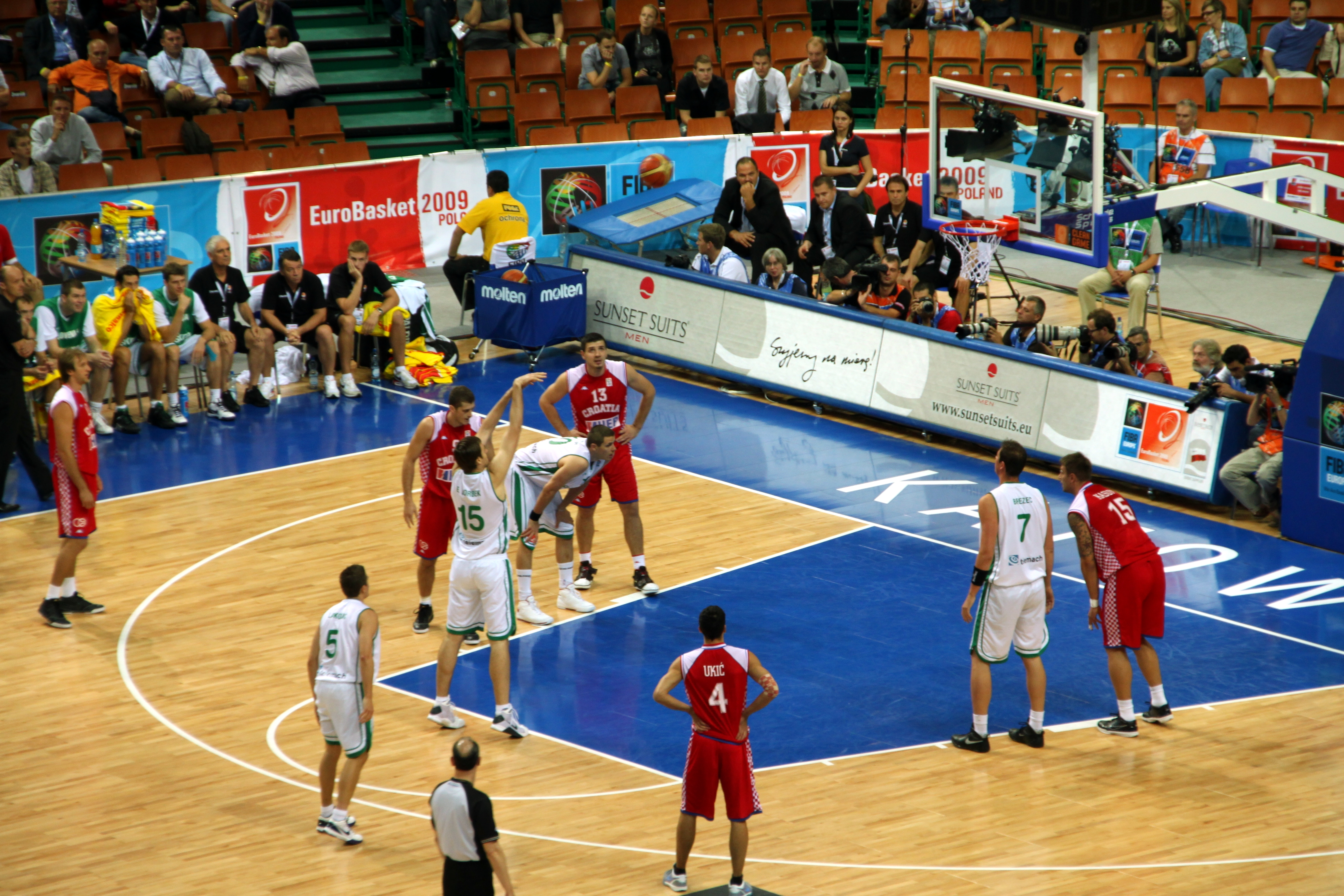
Un partido de la selección eslovena.

El 10 de enero de 1992 la KZS llegó a ser miembro formal de la FIBA, con lo que pudo formar selecciones y competir en competiciones formales. La fundación de las selecciones tuvo lugar el 26 de enero de 1992 en el castillo Bogenšperk cerca de Litija, el mismo día en que, en un pabellón deportivo de Litija se jugaron tres partidos donde se presentaron jugadores y jugadoras de baloncesto que en los años siguientes representarían a Eslovenia.

Primer partido: candidatos para la selección hasta 22 años:

BLANCOS : AZULES 87:84 (39:46),

Árbitros: Potočnik, Lindič. Espectadores: 700,

BLANCOS: M. Dornik 8, Thaler 8, Starovašnik 2, Ivanovič 12, Šiško 8, G. Bojovič 6, Kraljevič 12, Madžarac 10, Nikitovič 5, Nerat 12, Ivanovič 4.

AZULES: Horvat 23, Leban 4, Macura 6, Trifunovič 6, Ademi 14, Daneu 11, Šubic 12, Mahovič 4, Jeras, Šetina 6.

Segundo partido: candidatos para la selección masculina

BLANCOS : AZULES 121:110 (56:49),

Árbitros: Rems, Kamnikar,

BLANCOS: Mitič 7, Golc 18, Pipan 4, Jelnikar 11, Rojko 4, Hauptman 21, Šantelj 10, Vilfan 17, Kotnik 29, Janžek.

AZULES: Mičunovič 4, Besedič 9, Bačar 7, Brodnik 32, Maček 9, Tiringer 6, Dornik 13, Djurišič 30.

Tercer partido: candidatas para la selección femenina

BLANCAS : AZULES 67:63 (30:28),

Árbitros: Djordjevič, Fišer. Espactadores: 800,

BLANCAS: Zupan 7, Felc 8, Rifl 7, Pocrnjič 7, Stublla 14, Skerbinjek 8, Topalovič 16.

AZULES: Račič 11, Podrekar 9, Vodopivec 6, Štefek 2, Mrzlikar, Krivič 14, Blagus 8, Jezeovšek 10, Cedilnik 4. 

El primer partido internacional de la selección masculina entre dos países tuvo lugar el 20 de mayo de 1992, contra Croacia, en Slovenske Konjice, el entrenador fue Zmago Sagadin, su asistente Martin Gorenec. Ganaron los croatas con 93:74.

Slovenske Konjice, 20 de mayo de 1992, el partido de preparación:

ESLOVENIA : CROACIA 74:93 (32:53),

Tiradores de Eslovenia: Horvat 8, Bačar 2, Alibegović 16, Hauptman 7, Mičunovič 2, Vilfan 14, Kotnik 10, Đurišić 9, Daneu 2, Gorenc 4, Golc, Brodnik, Mirt.

El primer partido formal de la selección masculina se celebró en Bilbao el 22 de junio de 1992, contra Bulgaria, en el marco de las cualificaciones para los Juegos Olímpicos de Barcelona, donde Eslovenia ganó a Bulgaria con el resultado 83:54.

Bilbao, 22 de junio 1992 – cualificaciones para los Juegos Olímpicos:

ESLOVENIA : BULGARIA 83:54 (34:29)

Tiradores para Eslovenia: Horvat 2, Daneu 4, Zdovc 16, Hauptman 15 (2:2), Alibegović 11 (1:3), Vilfan 13 (2:2), Kotnik 18 (2:5), Đurišić 4 (0:1).

En las cualificaciones para los Juegos Olímpicos de 1992, Eslovenia ganó siete partidos de once, pero perdió contra la Comunidad de Estados Independientes, con un resultado de 82:84. El primer partido en los grandes campeonatos tuvo lugar en 1993, cuando la selección, con Janez Drvarič como entrenador, jugó en el Campeonato europeo de Alemania, pero no avanzó en la segunda parte de la competición.

El primer partido formal de la selección femenina fue en el año 1993 en Slovenske Konjice, donde las eslovenas jugaron contra Georgia (con Sergej Ravnikar como entrenador) y ganaron con 82:61. Las jugadoras que salieron a la cancha fueron Mateja Mrzlikar, Damjana Račič, Sergeja Zupan, Mojca Ciglar-Krevs, Katja Krivič-Pandža, Nada Pocrnjič, Polona Dornik, Nevenka Topalović, Zora Malacko, Monika Cedilnik, Suzana Blagus-Cerovak y Sabina Felc.

### Milič, primer esloveno en la Liga NBA
El primer representante esloveno que jugó en la Liga NBA fue Marko Milič, en Phoenix Suns (1996). En 2006 Eslovenia fue el país con la mayor proporción de jugadores en la Liga NBA por habitante (6 jugadores).

### Primeros títulos en la NBA
Los primeros representantes eslovenos que ganaron el título de la Liga NBA fueron Beno Udrih y Rašo Nesterović. En la temporada 2004/2005 jugaron para el equipo San Antonio Spurs.

### El primer mundial
Eslovenia ocupó el sexto lugar en el Eurobasket 2005, Aleš Pipan como entrenador, garantizándose la presencia en el Mundial de Baloncesto de 2006.

### EuroBasket 2009 de Polonia
La selección masculina ganó la mejor clasificación en el año 2009, con el entrenador Jure Zdovc: el cuarto puesto, conseguido después de haber sufrido una derrota contra Grecia (56:57). A pesar de que no hubo medalla, mucha gente vino a recibir la selección ya en el aeropuerto, y en el centro de Liubliana más que cuatro mil personas celebraron su regreso. El campeonato estuvo marcado por los aficionados eslovenos, tanto a Varsovia como a Katowice, acudieron miles de seguidores.

### Erazem Lorbek
Por primera vez en la historia de la Eslovenia independiente un jugador de esta nacionalidad, Erazem Lorbek -que entonces tenía 25 años y jugaba para el Barcelona- fue nombrado como uno de los mejores cinco jugadores del campeonato. 

## EuroBasket 2013 en Eslovenia
El EuroBasket de 2013 se celebrará en Eslovenia. Se trata de un gran evento organizado por la Federación Eslovena de Baloncesto, el Gobierno, la Oficina de comunicación eslovena y la agencia Zadrga, y una muestra del peso y el respeto que la Federación Eslovena de Baloncesto tiene en Europa.
El Campeonato tendrá lugar desde el 4 hasta el 22 de septiembre de 2013 en Jesenice, Koper, Novo Mesto, Ptuj (primera parte) y Liubliana (segunda parte y final). Un año antes Eslovenia organizará también el Campeonato europeo U20, en Domžale, Kranjska Gora y Liubliana del 12 al 22 de julio de 2012.